# دورو ای‌بی
دورو ای‌بی (انگلیسی: Doro) شرکت الکترونیک سوئدی است، که در سال ۲۰۰۰ تأسیس شد.